# Comptiq
Comptiq (コンプティーク Konputīku) là một tạp chí trò chơi máy tính Nhật Bản, ấn hành số đầu tiên vào năm 1983 bởi nhà xuất bản Kadokawa Shoten. Cái tên "Comptiq" là sự kết hợp của hai từ "computer" (máy tính) và "boutique" (cửa hàng trong tiếng Pháp). Nguyên là một tạp chí PC, nội dung tạp chí đã chuyển từ công nghệ máy tính sang trò chơi trên máy tính, đặc biệt là những game thuộc thể loại visual novel của Nhật Bản. Tính đến tháng 9 năm 2003, nó được biết đến như một "MediaMix Game Magazine". Tạp chí bán ra vào ngày thứ mười hàng tháng.
Nội dung tạp chí ngày nay chia thành hai phần: một phần dành cho thông tin về bishōjo game và phần còn lại để đăng manga (thường là những manga chuyển thể từ visual novel). Độc giả cũng tìm đến Comptiq như một nguồn tin tiết lộ những tựa game sắp tới và những quà tặng khuyến mãi độc quyền trong từng số phát hành, theo chủ đề những tác phẩm manga, anime hay game đang nổi tiếng. Tuy nhiên, không như nhiều tạp chí chuyên về game khác, Comptiq không đăng những bài phê bình trò chơi.

## Manga được đăng
- .hack//GU+
- .hack//Legend of the Twilight
- AIR
- D.C.: Da Capo
- D.C.S.G.: Da Capo Second Graduation
- Kishinhoukou Demonbane
- Eden's Bowy
- Eureka Seven: Gravity Boys & Lifting Girls
- Fate/Extra
- Fate/stay night
- Fortune Arterial
- Gunbuster
- Hero Legend
- HoneyComing
- Izumo 2
- Kakyuu Sei
- Kantai Collection
- Listis
- Little Busters!
- Lucky Star
- Moon Quest
- Nichijou
- Phantom Brave
- Lodoss-tō Senki (trò chơi nhập vai)
- Romancia
- Rune Wars
- Shuffle! Days in the Bloom
- Snow: Pure White
- Tōka Gettan
- The Tower of Druaga: the Aegis of Uruk Sekigan no Ryū
- Vagrants
- Yami to Bōshi to Hon no Tabibito
- Yoake Mae yori Ruriiro na
- Ys